# حالة السلطة
حالة السلطة هي مستوطنة في محافظة المحرق بالبحرين. يعني اسمها جزيرة السلطة بلغة أهل الخليج، وقد سميت كذلك على سكانها من قبيلة آل سليط (السليطي)، وهي قبيلة عربية أصيلة صريحة النسب تنتسب إلى كعب بن الحارث بن يربوع بن حنظلة من تميم. كان أول من نزل حالة السلطة هو مهنا بن حمد المهنا السليطي وأبناء عمومته. والحالة بمعنى الجزيرة أو شبه الجزيرة، ويوجد في الخليج العديد من الحالات مثل حالة المرّة وحالة النعيم. وفي رأس نابند (مقر قبيلة الحرم على الساحل الشرقي من الخليج) الحالة الغربية والحالة الشرقية.